# Referèndum sobre l'economia grega de 2015

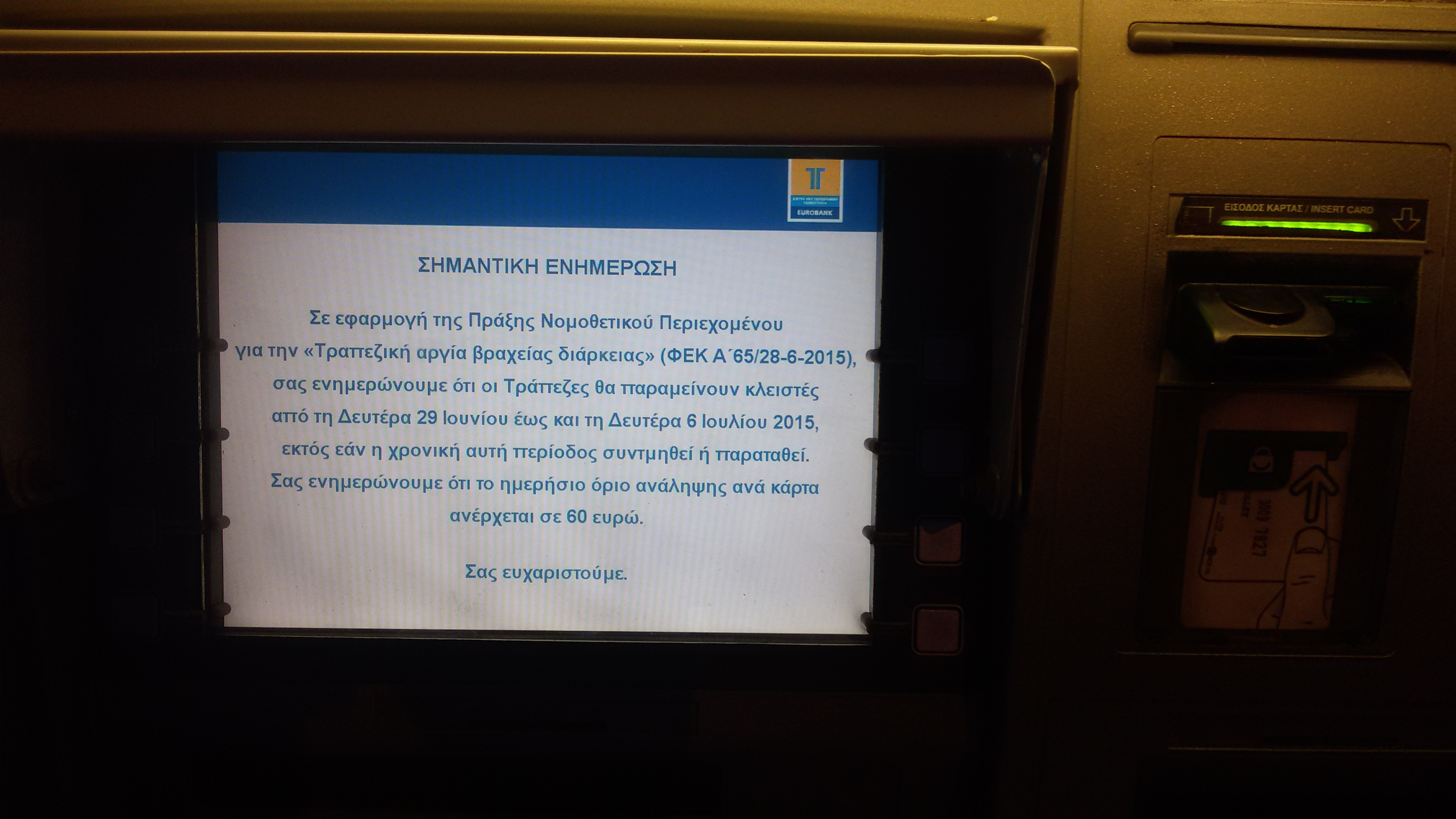
Caixer automàtic grec, després de l'anunci del referèndum, informant que els bancs hi restaran tancats del 29 de juny fins al 6 de juliol i que cada targeta de crèdit podrà extreure com a màxim 60 € diaris.

El referèndum sobre l'economia grega va ser convocat pel cap de govern grec Alexis Tsipras el 27 de juny de 2015, a la una de la matinada, després del fracàs de les negociacions entre el seu i les institucions de la troica per prolongar els programes de refinançament del deute grec. La pregunta va tractar sobre l'acceptació o no de la continuació de les polítiques d'austeritat implementades des del 2010.
Els partits Nova Democràcia i PASOK respongueren preparant una moció de censura contra el govern.
La pregunta a la que van respondre els grecs, en aquest referèndum vinculant, és: «Ha de ser acceptat el pla que han proposat la CE, el BCE i l'FMI?». El resultat fou una clara victoria del no amb un 61,5% dels vots.

## Context històric
A l'abril de 2015, la idea de la consulta va ser plantejada pel primer ministre Alexis Tsipras, sent immediatament criticada pel president de l'Eurogrup, Jeroen Dijsselbloem, entre d'altres. Tot i això, finalment el govern grec va anunciar el 27 juny de 2015 la realització del referèndum, inicialment previst per a principis de juliol de 2015, i en el qual es consultaria la decisió d'acceptar o no la continuació del pla de rescat proposat per la Cimera de la Unió Europea, el BCE i el FMI.
Poc després de l'anunci de la consulta, els partits Nova Democràcia i  PASOK van respondre preparant una moció de censura contra el govern.
En el seu primer discurs, Tsipras va demanar el vot del «no» als grecs. Immediatament després, la resta de ministres van recolzar clarament el vot en contra de la proposta. Tant el partit ANEL, qui forma part del govern de coalició, com l'ultradretà Alba Daurada també van demanar el vot pel «no». A la tarda del dia 27, Tsipras va cridar clarament al no durant un altre discurs dirigit a la nació.
També algunes personalitats com els premis Nobel d'economia Paul Krugman i Joseph Stiglitz, tots dos estatunidencs, es van pronunciar a favor del no.
Evànguelos Venizelos del PASOK, així com To Potami i Nova Democràcia van adduir que el referèndum era inconstitucional, perquè la Constitució grega no permet referèndums sobre assumptes fiscals. La constitució, però, proporciona dos mètodes: un per a "assumptes crucials per a la Nació" (clàusula primera) i un segon per a "projectes de llei aprovats pel Parlament que regulen importants qüestions socials, amb l'excepció dels fiscals"; el referèndum es fa d'acord amb la primera clàusula. El Partit Comunista de Grècia es va posicionar en contra de les dues propostes i va dir que tractaria de canviar la pregunta del referèndum, de manera que la gent pugui votar no només contra la proposta de les institucions, sinó també contra la proposta del govern de SYRIZA.

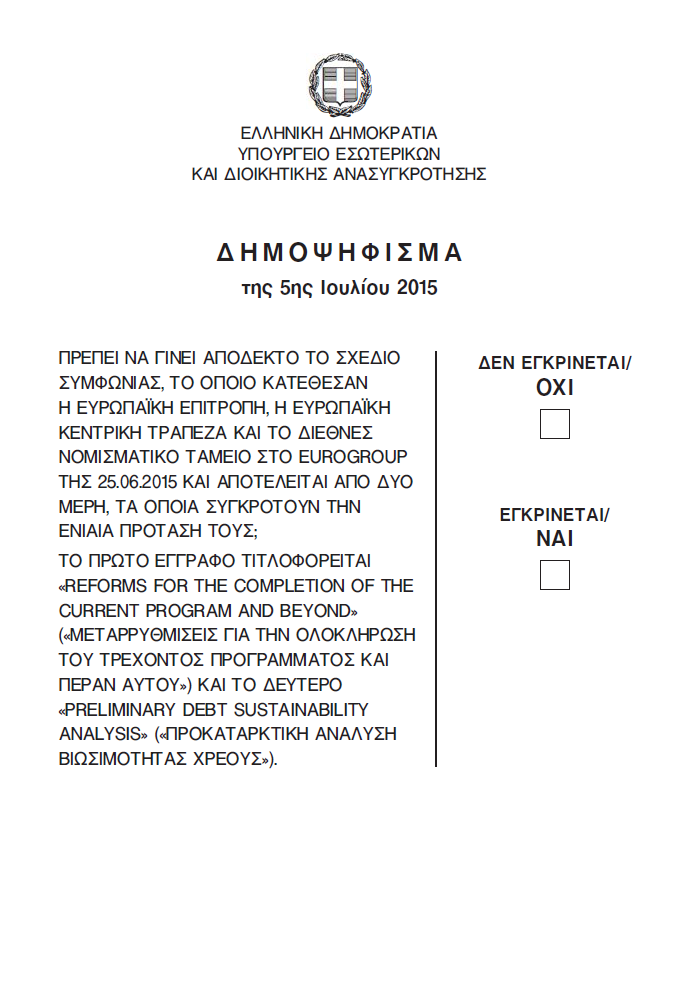
Papereta que es va utilitzar en el referèndum (ΟΧΙ = No, ΝΑΙ = Sí)

La votació per part del parlament va tenir lloc a la matinada del 28 juny de 2015 per tal de votar si finalment se celebraria o no el referèndum. Del total, 178 diputats van votar-hi a favor, 120 en contra i dos van abstenir-se, sent aprovada amb els vots a favor dels grups parlamentaris de SYRIZA, ANEL i Alba Daurada. Després va ser aprovat pel President de la República.

## La pregunta
La pregunta que els ciutadans grecs van contestar tractava sobre l'acceptació o no de la continuació de les polítiques d'austeritat implementades des de 2010:
| « | (català) Hauria de ser acceptat el pla d'acord presentat per la Comissió Europea, el Banc Central Europeu i el Fons Monetari Internacional a l'Eurogrup del 25 de juny de 2015, comprès per dues parts, les quals constitueixen la seva proposta conjunta? El primer document es titula Reformes per a la realització del programa actual i els ulteriors i, el segon, Anàlisi preliminar de sostenibilitat del deute. | (grec) Πρέπει να γίνει αποδεκτό το σχέδιο συμφωνίας, το οποίο κατέθεσαν η Ευρωπαϊκή Επιτροπή, η Ευρωπαϊκή Κεντρική Τράπεζα και το Διεθνές Νομισματικό Ταμείο στο Eurogroup της 2015.06.25 και αποτελείται από δύο μέρη, τα οποία συγκροτούν την ενιαία πρότασή τους; Το πρώτο έγγραφο τιτλοφορείται «Reforms for the completion of the Current Program and Beyond» («Μεταρρυθμίσεις για την ολοκλήρωση του τρέχοντος προγράμματος και πέραν αυτού») και το δεύτερο «Preliminary Debt sustainability analysis» («Προκαταρκτική ανάλυση βιωσιμότητας χρέους»). | » |